# Partido Innovación y Unidad
El Partido Innovación y Unidad Social Demócrata (PINU-SD) es un partido político de centroizquierda hondureño, fundado en abril de 1970. El Dr.Miguel  Andonie Férnandez y el Dr. Enrique Aguilar Paz, entre otros ciudadanos

## Historia

### 
Fundado en abril de 1970 (la idea nace en julio de 1969) por el Dr. Miguel Andonie Fernández, un empresario, farmacéutico y químico hondureño ,esta idea nació como alternativa a los dos partidos derechistas durante el régimen militar. El Nacional de postura más conservadora y el Liberal de postura más orientada a la centro derecha y el liberalismo económico. Sin embargo, por la férrea oposición del bipartidismo, no es hasta el 4 de diciembre de 1978 que se acepta su solicitud de constituirse como un partido político, lo que rompió con el tradicional bipartidismo en Honduras.

### Años 80
Participó en la Asamblea Nacional Constituyente de 1980-82. Fue el único Partido que presentó un completo Proyecto de Constitución y con constructiva innovación, participamos en la redacción de 72 artículos en la actual Magna Ley de la República, particularmente en aquellos que determinan sólidas garantías sociales a nuestro Pueblo, habiendo introducido, por primera vez en Honduras todo el capítulo sobre Derechos del Niño.

### SigloXXI
En las Elecciones Generales de 2005, a nivel Legislativo obtuvo 2 diputados, y su candidato Carlos Sosa Coello consiguió el 1% de los votos. En las Elecciones Generales de 2001 el PINU-SD obtuvo 4 escaños en el Congreso Nacional de Honduras de un total de 128, y su candidato presidencial Olban Francisco Valladares O. obtuvo el tercer lugar de los cinco candidatos, con 1.5% de los votos, este fue el tercer intento de Valladares tras las candidaturas de 1993 y 1997. En las Elecciones Generales de 2009, el candidato del PINU-SD Bernard Martínez obtuvo 39.960 votos (1,86%), pero logra diputaciones en los departamentos de: Cortés y Francisco Morazán. En Asamblea Nacional "José Toribio Aguilera Coello" del 23 de agosto de 2014 se elige en forma unánime, con la presencia de Delegados representantes de 15 de los 18 Departamentos, al Ing. Guillermo Enrique Valle Marichal como Presidente de la Directiva Central 2014-2018. Valle, pinuista desde 1995, es un destacado profesional, dirigente, con amplia experiencia y trayectoria de servicio en el PINU-SD, definido como patriota, filántropo, humanitario, ambientalista. Autor del "Código Ético del Hondureño".

#### Elecciones de 2017
En las Elecciones Generales  de 2017, el Candidato Presidencial, vía la Alianza de Oposición Contra la Dictadura, del PINU-SD fue Salvador Nasralla, luego que el Candidato Presidenciales 2018-2022 del PINU-SD Ing. Guillermo E. Valle M. cediera su Candidatura Presidencial contra la que el PINU-SD le honró por unanimidad durante la Asamblea Nacional "Rosa Esther Lovo de Suárez" (21 de abril de 2017),  logrando el PINU-SD cuatro (4) Diputaciones por los Departamentos de Atlántida, Cortés, Choluteca y Francisco Morazán (Diputados Propietarios: Tomás Ramírez, Luis Rolando Redondo Licona, David Armando Reyes y Doris Alejandrina Gutiérrez, respectivamente)siendo electos sus respectivos suplentes en el caso de Tomas Ramirez suplente, Kennia Yamileth Montero, Luis Redondo suplente Mauricio Castellanos, David Armando Reyes, suplente Modesto Herrera, Doris Alejandrina Gutierrez suplente Andres Benedith , y treinta regidurías (19 propiamente del PINU-SD y 11 en Alianza en los municipios de Roatán, Islas de la Bahía así como Quimistán y Petoa, Santa Bárbara). Actualmente tiene un diputado en el Parlacen, Ing. Mario Moya (anteriormente, de 2012 a 2016, fue el Ing. Jorge Rafael Aguilar Paredes), y es miembro del Grupo de Centro Democrático de este parlamento.
A pesar del buen resultado que obtuvo el PINU-SD en las Elecciones Generales, obteniendo los resultados máximos históricos en Presidencia, Diputados y Regidurías, el Partido y la Alianza de Oposición Contra la Dictadura cuestionaron los resultados electorales que finalmente el Tribunal Supremo Electoral (TSE) otorgó, luego de muchas acusaciones, incluyendo delito de traición a la Patria y de conspirar para suplantar la soberanía popular (en contra del TSE, de varios miembros del partido de gobierno y de otros servidores públicos de la Corte Suprema de Justicia, el Ministerio Público y las mismas Fuerzas Armadas de Honduras), por el monumental e inocultable fraude que se denunció, para que se impusiera un régimen usurpador que PINU-SD y la Alianza de Oposición Contra la Dictadura no reconocen, debido a que consideran que se ha violado aberrantemente la Constitución porque la misma mantiene su plena vigencia, no permite la reelección y exige la alternabilidad en el ejercicio de la Presidencia de la República, por lo que señalan que se ha impuesto -de manera fraudulenta- el continuismo y la dictadura, violación inconstitucional e ilegal que ha llevado a una profunda crisis poselectoral para la cual PINU-SD y la Alianza de Oposición Contra la Dictadura han propuesto una solución o salida que incluye precondiciones de derechos humanos como ser cese inmediato a la represión desproporcionada, que incluye crímenes de lesa patria y de lesa humanidad, como ser decenas de asesinatos y ejecuciones desde el 26 de noviembre de 2017, liberación inmediata de presos políticos y de conciencia y el inicio de un Diálogo Político con mediación internacional vinculante.
Durante la Asamblea Nacional Ordinaria "Rosa Esther Lovo de Suárez" del 29 de abril de 2017 el Ing. Guillermo Enrique Valle fue elegido por unanimidad, por aclamación, como Candidato Presidencial de este noble partido, para las Elecciones Generales del 26 de noviembre de 2017. De inmediato, el líder Presidente de la Directiva Central 2014-2018 y Candidato Presidencial 2018-2022 para las Elecciones Generales de noviembre de 2017 puso a disponibilidad de la Alianza de Oposición la Candidatura Presidencial del PINU-SD.

## Alianza de Oposición Contra la Dictadura
El PINU-SD junto con el partido Libertad y Refundación (LIBRE), y  Salvador Alejandro Nasralla (expresidente del Partido Anticorrupción) logran un entendimiento y firman un convenio de unidad partidaria a nivel presidencial para afrontar las elecciones generales de noviembre del 2017, conformando así la «Alianza de Oposición contra la Dictadura».
Dada la crisis interna del Partido Anticorrupción (motivo por el que dicho partido quedó excluido de la Alianza de Oposición), del cual además de Salvador Nasralla también renunciaron 6 diputados propietarios y 4 suplentes, el PINU-SD dio apertura a sus filas a dichos diputados. Para las elecciones generales de 2017 un importante número de candidatos a diputados del PINU-SD son exmiembros del Partido Anticorrupción que ahora forman parte del PINU-SD.

## Ideología
El partido se define así mismo como Socialdemócrata y abiertamente de Centroizquierda, históricamente era el único partido de izquierda legal en Honduras y la única opción de votar para la base de votantes socialistas en el país hasta la llegada del partido Unificación Democrática y el Libertad y refundación. Por lo general ha defendido los derechos laborales y del niño, también propone desarrollar un sistema de democracia no solo político, sino además económico y social en el cual, la imposición política, la explotación económica y el marginamiento social sean erradicados. 

## Historial Electoral
| Elección | Candiadato               | Votos      | %       | Diputados | Alcaldes | Posición |
| -------- | ------------------------ | ---------- | ------- | --------- | -------- | -------- |
| 1981     | Miguel Andonie Fernández | 29,410     | 1.96 %* | 3/82      | 0/298    | 3.ª      |
| 1985     | Antonio Aguilar Cerrato  | 23,705     | 1.55%   | 2/134     | 0/298    | 4.ª      |
| 1989     | Antonio Aguilar Cerrato  | 33,952     | 1.94%   | 0/128     | 0/298    | 3.ª      |
| 1993     | Olban Valladares Ordóñez | 48,471     | 2.83%   | 2/128     | 0/298    | 3.ª      |
| 1997     | Olban Valladares Ordóñez | 41,605     | 2.10%   | 3/128     | 0/298    | 3.ª      |
| 2001     | Olban Valladares Ordóñez | 31,666     | 1.45%   | 3/128     | 0/298    | 3.ª      |
| 2005     | Carlos Sosa Coello       | 18,764     | 1.00%   | 2/128     | 7/298    | 5.ª      |
| 2009     | Bernard Martínez         | 39,960     | 1.86%   | 3/128     | 0/298    | 3.ª      |
| 2013     | Jorge Aguilar            | 4,468      | 0.14%   | 1/128     | 0/298    | 7.ª      |
| 2017     | Salvador Nasralla*       | 1,360,442* | 41.42%* | 4/128     | 0/298    | 2.ª      |
| 2021     | Alexander Mira**         | 5,711**    | 0.17%** | 0/128     | 1/298    | 9.ª      |
| 2025     | Nelson Ávila             | -          | -       | -         | -        | -        |

* En Alianza de Oposición contra la Dictadura con el Partido Libertad y Refundación
** En Unión Nacional Opositora (UNO) con el Partido Salvador de Honduras

## Autoridades
En la actualidad, el Partido Innovación y Unidad Social Demócrata (PINU-SD), es cogobierno con el Partido Libre al cuál pertenece la presidenta Xiomara Castro, en donde la designada presidencial Doris Gutierrez, es además presidenta de este instituto político. Actualmente, la junta directiva de esta institución, esta estructurada de la siguiente manera:
- Doris Gutierrez - Presidenta
- José León Aguilar - Vice presidente
- Margen Díaz - Secretaria
- German E. Leitzelar - Fiscalía
- Kalin Damary Gómez - Secretaria de Género
- Jorge Aguilar - Finanzas
- Iris Elizabeth Vigil - Capacitación Política
- Rogelio Padilla - Secretario de Desarrollo
- Ángela R. Cáceres - Secretaria de Ecología
- Moisés Corrales - Comisión de la Juventud
- Marixa F. Julin - Derechos Humanos